# Avet gegant

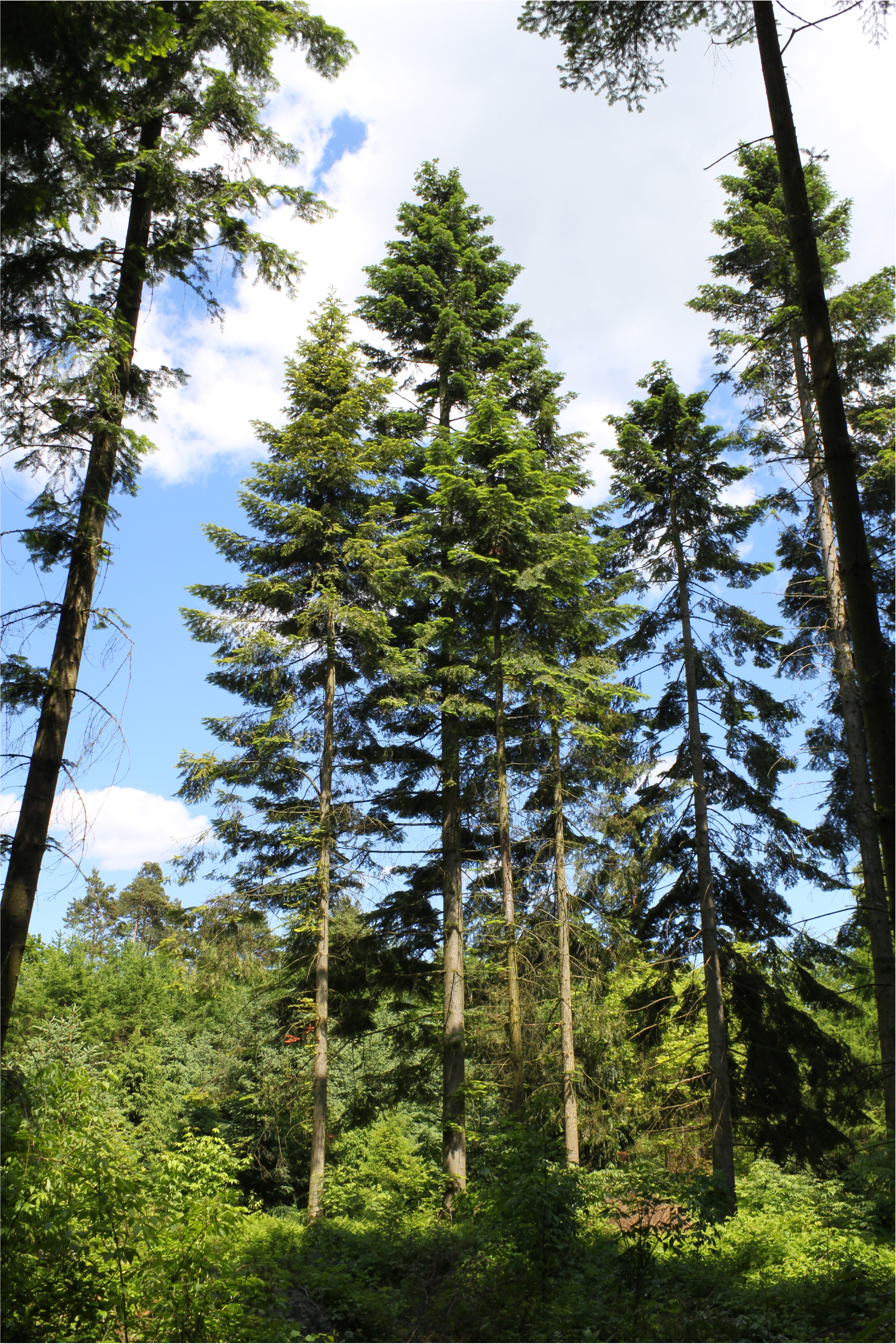
Exemplars d'avet gegant americà a l'arborètum de Rogów, Polònia.

L'avet gegant americà o avet de Vancouver (Abies grandis) és una espècie de conífera de la família Pinaceae endèmica del nord-oest de Nord-amèrica. També rep el nom d'avet americà.

## Característiques
És un arbre gros, d'uns 40 a 70 m., d'alçada, arribant a aconseguir excepcionalment els 80 m d'altura, i un diàmetre del tronc de fins a 2 m. La seva escorça, gris platejada i llisa de jove, s'esquerda i emmarroneix amb l'edat. Té un port cònic i unes branques lleugerament pèndules. Les fulles són aciculars, planes, entre 3 i 6 cm de llarg i 2 mm d'ample per 0.5 mm de gruix, de color verd fosc, per l'anvers i amb dues línies blanques pel revers, escotades en l'àpex. Disposades en dues fileres de forma plana. Les pinyes apareixen a la part superior de la capçada, són petites (8 centímetres de llargada) i presenten bràctees ocultes, sobretot en els arbres més madurs.

## Distribució
És un arbre que habita boscos litorals i de muntanya humits, entre els 0 i 1.500 msnm, de Vancouver al nord de Califòrnia. També es força freqüent a Europa on es cultiva per la seva fusta, de fet és una de les espècies fusteres més cultivades a Espanya.